# Erpo von Bodenhausen
Erpo Kraft Bodo Ernst Gustav Wilke Freiherr von Bodenhausen (* 12. April 1897 im Schloss Arnstein, Kreis Witzenhausen; † 9. Mai 1945 bei Grobin) war ein deutscher Generalleutnant im Zweiten Weltkrieg.

## Leben
Bodenhausen trat nach dem Ausbruch des Ersten Weltkriegs am 2. Oktober 1914 als Fahnenjunker in das Dragoner-Regiment „Freiherr von Manteuffel“ (Rheinisches) Nr. 5 der Preußischen Armee ein. Am 20. April 1915 kam er zum mobilen Regiment ins Feld, wurde in der Folge an der Ostfront eingesetzt und dort am 5. Juli 1915 zum Leutnant befördert. Bis Kriegsende hatte er Verwendungen als Zugführer und Ordonnanzoffizier. Für seine Leistungen erhielt er neben beiden Klassen des Eisernen Kreuzes auch das Verwundetenabzeichen in Schwarz.
Nach dem Waffenstillstand von Compiègne und der Demobilisierung seines Regiments schloss Bodenhausen sich Mitte April 1919 der daraus gebildeten Freiwilligen-Eskadron an. Ende August 1919 wurde er in die Vorläufige Reichswehr übernommen und als Hilfsoffizier zum Stab des Gruppenkommandos 2 kommandiert. Daran schloss sich ab 3. Dezember 1919 eine Verwendung im Reichswehr-Kavallerie-Regiment 11 an, dass zum 1. April 1920 im Reiter-Regiment 16 aufging. Vom 1. Oktober 1924 bis zum 31. Januar 1926 war Bodenhausen als Ordonnanzoffizier beim Regimentsstab tätig. Zwischenzeitlich am 31. Juli 1925 mit Rangdienstalter vom 1. April 1925 zum Oberleutnant befördert, wurde er anschließend zum Regimentsadjutanten ernannt. Zugleich kommandierte man ihn vom 1. Oktober 1926 bis zum 20. Februar 1927 zum Offizierswaffenschullehrgang in Dresden. Am 1. Juni 1928 wurde Bodenhausen von seiner Stellung als Regimentsadjutant entbunden und zum 1. (Preußisches) Artillerie-Regiment. Darauf folgte vier Monate später seine Kommandierung zur Führergehilfenausbildung beim Stab der 7. (Bayerische) Division in München. Am 1. Oktober 1930 kam er wieder in das 16. Reiter-Regiment zurück. Am 20. März 1931 wurde er zum Stab der 3. Kavallerie-Division nach Weimar kommandiert und zum 1. April 1931 in den Stab versetzt. Am 1. September 1931 wurde er als Adjutant in das Heeres-Personalamt im Reichswehrministerium nach Berlin versetzt und dort am 1. Dezember 1931 zum Rittmeister befördert. Am 1. September 1933 wurde er zum Chef der Ausbildungs-Eskadron des 13. (Preußisches) Reiter-Regiments in Hannover ernannt. Am 15. Oktober 1935 wurde er zum Chef der 2. Eskadron im Reiter-Regiment 13 ernannt. Am 1. März 1936 wurde er zum Major befördert. Mitte Mai 1936 war Bodenhausen als Adjutant beim Stab der 12. Infanterie-Division in Schwerin. Am 6. Oktober 1936 wurde er dann wieder in das Kavallerie-Regiment 13 versetzt. Am 10. November 1938 wurde er zum Kommandeur der II. Abteilung vom Kavallerie-Schützen-Regiment 8 in Cottbus ernannt und am 1. April 1939 zum Oberstleutnant befördert.
Zum Beginn des Zweiten Weltkriegs führte er seine Abteilung dann im Sommer 1939 bei dem Überfall auf Polen. Dabei wurden ihm Wiederholungsspangen zum Eisernen Kreuzen verliehen. Durch die Umgliederung des Regiments wurde er am 1. April 1940 zum Kommandeur des II. Bataillons vom Schützen-Regiment 8 ernannt. Kurz darauf führte er sein Bataillon noch im Frühjahr 1940 in den Westfeldzug. Mitte Dezember 1940 wurde er zum Kommandeur des Schützen-Regiments 28 ernannt. Im Frühjahr 1941 führte er sein Regiment dann in den Balkanfeldzug. Im Sommer 1941 führte er das Regiment dann im Russlandfeldzug beim Angriff auf Nordrussland. Im Herbst 1941 wurde er verwundet. Am 17. Dezember 1941 wurde er zum Oberst befördert. Das Rangdienstalter wurde dabei auf den 1. Januar 1941 festgelegt. Am 3. Januar 1942 wurde ihm das Deutsche Kreuz in Gold verliehen. Ende Mai 1942 gab er sein Kommando über das Schützen-Regiment 28 ab und wurde dafür zum Kommandeur der 23. Schützen-Brigade ernannt. Durch die Umbenennung der Brigade wurde er dann Anfang Juli 1942 zum Kommandeur der 23. Panzer-Grenadier-Brigade ernannt. Anfang November 1942 gab er sein Kommando ab und wurde in die Führerreserve versetzt. Anfang Januar 1943 wurde er zum Lehrgangsleiter an der Regimentsführerschule für Schnelle Truppen an der Panzertruppenschule Wünsdorf ernannt. Am 1. März 1943 kam er dann als Führer zum Stab der 12. Panzer-Division. Dort wurde er dann nach wenigen Tagen mit der Führung der 12. Panzer-Division im Mittelabschnitt der Ostfront beauftragt. Am 20. April 1943 wurde er zum Generalmajor befördert. Sein Rangdienstalter wurde dabei auf den 1. Mai 1943 festgelegt. Er wurde an diesem Tag auch mit der Führung der 12. Panzer-Division im Mittelabschnitt der Ostfront beauftragt. Am 1. Mai 1943 wurde er dann zum Kommandeur der 12. Panzer-Division ernannt. Anfang November 1943 wurde er zum Generalleutnant befördert. Sein Rangdienstalter wurde dabei auf den 1. November 1943 festgelegt. Am 17. Dezember 1943 wurde ihm das Ritterkreuz des Eisernen Kreuzes verliehen. Er führte die Division dann bis zum Frühjahr 1945 in Kurland. Am 18. Februar 1944 wurde er lobend im Wehrmachtsbericht erwähnt: „In diesem Raum hat sich die pommersche 12. Panzerdivision unter Führung des Generalleutnants Freiherr von Bodenhausen besonders bewährt.“ Am 28. Dezember 1944 wurde er wiederum namentlich in den Ergänzungen zum Wehrmachtsbericht genannt: „In den harten Kämpfen der dritten Kurlandschlacht haben sich die norddeutsche 225. Infanteriedivision unter Führung von Generalleutnant Risse und die pommersche 12. Panzerdivision unter Führung von Generalleutnant Freiherr von Bodenhausen durch hervorragende Standhaftigkeit ausgezeichnet.“ Zugleich beauftragte man Bodenhausen am 12. April 1945 mit der Führung des L. Armeekorps. Nach der Kapitulation der im Kurland-Kessel eingeschlossenen Korps beging er am 9. Mai 1945 Selbstmord, um einer Gefangennahme durch die Rote Armee zuvorzukommen.